# Libanotis jinanensis
Libanotis jinanensis là một loài thực vật có hoa trong họ Hoa tán. Loài này được L.C. Xu & M.D. Xu mô tả khoa học đầu tiên năm 1989.